# Orizaba
Pico de Orizaba, ili Citlaltépetl je vulkan, najviša planina u Meksiku i treća najveća u Sjevernoj Americi. Najviši joj je vrh 5,636 metara nadmorske visine u istočnom kraju Trans-meksičkog Vulkanskog pojasa, na granici između država Veracruz i Puebla. Vulkan je trenutno u mirovanju, ali nije izumro s posljednjom erupcijom u 19. stoljeću. To je drugi najistaknutiji vulkanski vrh na svijetu nakon afričkog Kilimandžara.

## Topografija
Pico ima pogled na dolinu i grad Orizaba, po kojem dobiva ime. Najraniji spomen vulkana je naveden od strane domorodaca tijekom pre-kolumbijske ere kao Poyuautécatl što znači, tlo koje doseže oblake. 
Citlaltépetl je zajednički naziv u jeziku Náhuatl za kada su Španjolci stigli u Meksiko. 

## Vanjske poveznice
- Ayuntamiento Constitucional de Orizaba Službena stranica
- Orizaba Nahuatl